# Moslavačka gora
Moslavačka gora je hribovje v osrednji Hrvaški na meji Bjelovarsko-bilogorske in Siško-moslavške županije. 

## Geografija
Moslavačka gora leži jugovzhodno od Zagreba med Česmo, Lonjo in Ilovo. Površina hribovja meri okoli 1350 km². Na jugozahodnem pobočju je speljana železnica in avtocesta Zagreb - Novska - Beograd.
Moslavačka gora spada v staro gorstvo bogato z nahajališči granita, nafte in zemeljskega plina. Najviši vrh je Humka (489 m). Drugi vrhovi so še: Vis (444 m), Kaluđerov grob (437 m) in Mjesec (354 m). Tu se nahaja več kamnolomov od katerih so nekateri že opuščeni, največja še delujoča pa sta Pleterac in Mikleuška v katerem pridobivajo granit. Območje gore je poraslo z obsežnimi bukovimi, hrastovimi, gabrovimi, kostanjevimi in brezovimi gozdovi, v nižjih predelih pa so sadovnjaki in vinogradi. 

## Zgodovina
Na Moslavački gori stoji več ostankov starih fortifikacij od katerih je najbolj znana utrdba Garić grad. Utrdbo je leta 1256 zgradil ban Stjepan Šubić. Leta 1994 so bili v rudniku gline pri Gornji Jelenski najdeni fosilni ostanki praslona in nosoroga.